# Győrújfalu
Győrújfalu là một thị trấn thuộc hạt Győr-Moson-Sopron, Hungary. Thị trấn này có diện tích 7,37 km², dân số năm 2010 là 1455 người, mật độ 197 người/km².